# Mauritius
Mauritius (deutsch [maʊ̯ˈriːtsi̯ʊs], englisch [məˈɹɪʃəs], französisch Maurice [moˈʀiːs], kreolisch Moris) ist ein Inselstaat im Südwesten des Indischen Ozeans ungefähr 870 Kilometer östlich von Madagaskar. Neben der Hauptinsel Mauritius mit der Hauptstadt Port Louis zählen Rodrigues, die Cargados-Carajos-Inseln sowie die Agalega-Inseln zum Staatsgebiet. Der Chagos-Archipel gehörte bereits früher zum Staatsgebiet von Mauritius, wurde aber vom Vereinigten Königreich kurz vor der absehbaren Unabhängigkeit 1965 ausgegliedert. Seit dem 22. Mai 2025 sind die Chagos-Inseln wieder Teil von Mauritius.
Die Vorfahren der heutigen Bevölkerung stammen überwiegend aus Indien; entsprechend ist noch heute die am weitesten verbreitete Religion der Hinduismus, und auch die Einflüsse in Sprache und Kultur sind deutlich spürbar. Aber auch die europäischen Kulturen der beiden letzten Kolonialisten Frankreich und Vereinigtes Königreich hatten und haben einen starken Einfluss auf das Land.
Mit der Unabhängigkeit 1968 blieb Mauritius als Mitglied des Commonwealth Monarchie mit Charles III. als Staatsoberhaupt und wurde erst 1992 durch eine Verfassungsänderung zur Republik, ohne den Commonwealth zu verlassen. Das politische System basiert auf dem britischen Westminster-System. Das Land ist seit der Unabhängigkeit Mitglied der Afrikanischen Union.
Mauritius ist eine stabile Demokratie, laut verschiedenen Demokratieindizes ist Mauritius sogar der demokratischste Staat Afrikas. Mauritius hat außerdem eines der höchsten Pro-Kopf-Einkommen in Afrika.

## Geographie

### Maskarenen
Zusammen mit Réunion zählen die Inseln Mauritius und Rodrigues zu den Maskarenen.

### Lage

#### Großräumige Lage
Die Insel Mauritius liegt im Indischen Ozean ca. 1800 km östlich des Afrikanischen Kontinentes.

#### Nachbarstaaten
Die zu Frankreich gehörende Insel Réunion liegt etwa 200 km westlich. Nördlich befinden sich in etwa 1750 Kilometer Entfernung die Seychellen.
Indien befindet sich nordöstlich in etwa 4000 Kilometer Entfernung.

### Zugehörige Inseln
- Hauptinsel Mauritius: Der Staat Mauritius besteht aus zwei großen und mehreren kleineren Inseln: Auf Mauritius selbst, der größten Insel des Staates, liegt die Hauptstadt Port Louis.
- Kleine Inseln bei Mauritius: Große Teile der Hauptinsel sind von einem Riff umgeben, aus dem sich einige weitere kleine Inseln wie Amber Island erheben. In unmittelbarer Nähe zu Mauritius liegen ferner Gunner’s Coin (Coin de Mire) (8 km vor der Nordküste) und Round Island 22 km nordöstlich.
- Rodrigues: Die zweite größere Insel ist Rodrigues mit rund 40.000 Einwohnern. Sie liegt rund 600 km östlich auf ungefähr der gleichen geografischen Breite wie die Hauptinsel.
- Die Cargados-Carajos-Inseln (auch St. Brandon) liegen etwa 500 km nordöstlich von Mauritius. Diese Inselgruppe hat eine Länge von ungefähr 100 km und erstreckt sich von Nord nach Süd.
- Die Agalega-Inseln liegen mehr als 1000 km nördlich von Mauritius entfernt und befinden sich mit etwa 650 km Luftlinie deutlich näher an den Seychellen.

### Geologie
Mauritius liegt auf der Afrikanischen Platte und ist vulkanischen Ursprungs. Dabei werden drei vulkanische Phasen unterschieden. Die älteste Phase begann vor zehn Millionen Jahren und endete vor fünf Millionen Jahren. Eine mittlere vulkanische Phase begann vor 3,5 Millionen Jahren und ging vor 1,7 Millionen Jahren zu Ende. Eine jüngste bzw. gegenwärtige Serie begann vor 700.000 Jahren und reicht zumindest bis vor 20.000 Jahren. Der Vulkanismus förderte hauptsächlich basaltische Laven zu Tage. Die Insel Rodrigues besteht ebenfalls aus basaltischen Vulkaniten, bei denen eine radiometrische Altersbestimmung ein Alter von 1,54 Millionen Jahren ergab. An der Südwestseite von Rodriguez baut sich der Korallenschutt bis zu einer Höhe von 62 Metern empor.

### Berge
Der höchste Berg auf Mauritius ist mit 828 m der Piton de la Petite Rivière Noire. Er befindet sich im Bezirk Black River in der Black-River-Bergkette. Gefolgt wird er von den beiden Gipfeln des Pieter Both (820 m) und des Le Pouce (811 m) der Moka-Port-Louis-Kette.

### Nationalparks, Naturreservate, Ramsar-Gebiete

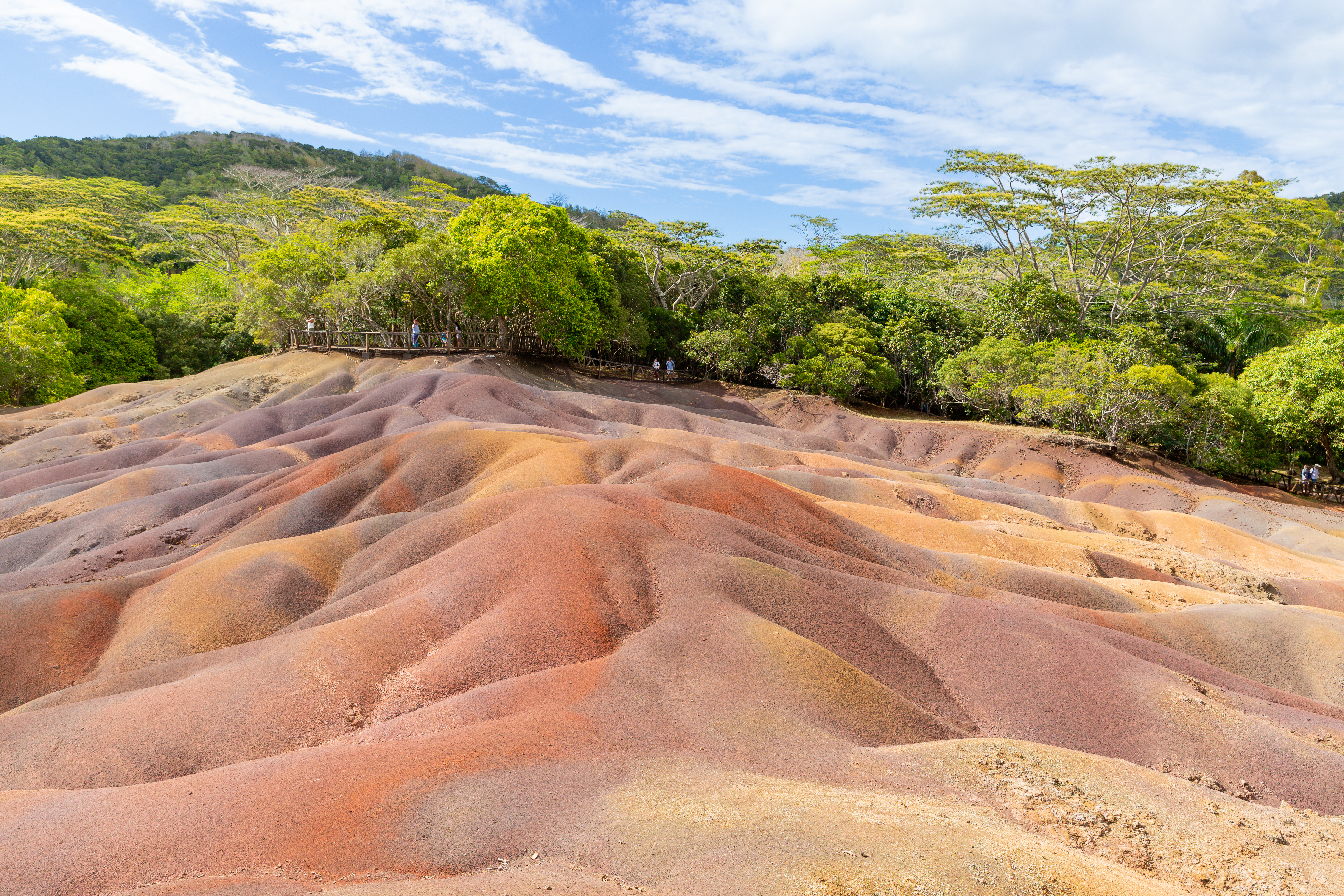
Die Siebenfarbige Erde im Südwesten bei Chamarel

Auf der Hauptinsel Mauritius bestehen (Stand 2020) zwei größere Nationalparks, außerdem wurden acht Nebeneilande zu einem Inselnationalpark (Islet National Park) erklärt:
- Black River Gorges National Park, seit 15. Juni 1994
- Bras D’Eau National Park, seit 25. Oktober 2011
- Île D’Ambre (128 Hektar)
- Ile aux Flamants (0,8 Hektar)
- Île aux Fouquets (2,49 Hektar)
- Ile aux Fous (0,3 Hektar)
- Ile aux Oiseaux (0,7 Hektar)
- Ilot Vacoas (1,36 Hektar)
- Pigeon Rock (0,63 Hektar)
- Rocher aux Oiseaux (0,1 Hektar)

Weitere sieben Inseln sind als Naturreservate ausgewiesen:
- Serpent Island (31,66 Hektar)
- Round Island (168,84 Hektar)
- Flat Island (253,26 Hektar)
- Gabriel Island (42,21 Hektar)
- Gunner’s Coin (76 Hektar)
- Ilot Mariannes (4,05 Hektar)
- Île aux Aigrettes (26 Hektar)

Auf dem Staatsgebiet von Mauritius sind (Stand 2022) drei Gebiete entsprechend dem Übereinkommen über Feuchtgebiete, insbesondere als Lebensraum für Wasser- und Watvögel, von internationaler Bedeutung (Ramsar-Konvention) definiert:
- Rivulet Terre Rouge Estuary Bird Sanctuary (RTREBS), seit 30. September 2001
- Blue Bay Marine Park (BBMP), seit 31. Januar 2008
- Pointe d’Esny, seit 16. September 2011

### Städte
Im Jahr 2023 lebten 41 Prozent der Einwohner von Mauritius in Städten. Die größten Städte sind (Stand 1. Juli 2016):
1. Port Louis: 148.870 Einwohner
2. Vacoas-Phoenix: 106.253 Einwohner
3. Beau Bassin-Rose Hill: 104.544 Einwohner
4. Curepipe: 79.001 Einwohner
5. Quatre Bornes: 77.492 Einwohner

## Klima
Mauritius liegt auf der Südhalbkugel. So sind die Jahreszeiten denjenigen auf der Nordhalbkugel entgegengesetzt. Aufgrund der Lage in den sommerfeuchten Tropen beträgt die Durchschnittstemperatur an der Küste um 23,3 °C und auf den Höhen um 19,4 °C. Die relative Feuchte schwankt um 80 %. Dabei ist der Winter (Juni bis Oktober) die trockenste, der Sommer (Dezember bis April) die feuchteste Jahreszeit. Auffällig sind die Kontraste zwischen Ost- und Westküste: Während die Ostküste im direkten Einflussbereich der SO-Passatwinde liegt, ist die Westküste gut geschützt im Regenschatten (Lee) der Gebirge. Daher ist die Ostküste im Jahresverlauf etwa 2,5 Mal niederschlagsreicher (1960 mm pro Jahr) als die Westküste (780 mm pro Jahr). Daneben ist die Westküste im Jahresmittel aufgrund des Lee-Effektes (Föhn) geringfügig wärmer als die Ostseite.
Zyklone
Über dem südwestlichen Indischen Ozean (SW-Indik), in dem Mauritius liegt, werden jährlich durchschnittlich ca. 15 tropische Stürme beobachtet. Die Zyklonsaison dauert auf Mauritius vom 15. November bis 15. Mai. Nicht jeder Sturm erreicht das Zyklonstadium (Windgeschwindigkeiten > 118 km/h), nicht jeder Sturm zieht über die Insel hinweg. Häufiger streifen sie Ausläufer mit starker Bewölkung, zunehmendem Wind und hohem Wellengang an der Küste.

## Natur

### Fauna
Wie häufig auf isolierten Inseln ist die Fauna von Mauritius nicht sehr artenreich, hat aber einen hohen Anteil endemischer Arten.
Vor Ankunft des Menschen gab es außer Fledertieren keine landbewohnenden Säugetiere. Zu diesen Fledertieren gehören die Mauritius-Grabfledermaus, der Maskarenen-Flughund (Pteropus niger) und der inzwischen ausgestorbene Kleine Maskarenen-Flughund. Daneben sind weitere Fledermaus- und Flughund-Arten auf der Insel heimisch. Weil die Maskarenen-Flughunde die Ernte von Mangos und Litschis schädigen, hat die Regierung im Oktober 2015 beschlossen, 20 Prozent dieser Flughunde zu töten. Tierschützer und die Weltnaturschutzunion IUCN warnten, das könne die Spezies an den Rand des Aussterbens führen.
Durch den Menschen wurden zahlreiche Tierarten eingeführt, darunter Ratten, Mäuse, Mangusten, der Mähnenhirsch und der Javaneraffe.
Auf Mauritius gibt es zudem über 100 Vogelarten, insbesondere die endemischen Arten sind durch Habitatveränderungen und die eingeführten Säugetiere teilweise stark bedroht oder bereits ausgestorben. Der bekannteste Vogel ist der auch im Wappen der Insel vertretene Dodo (Raphus cucullatus), der bereits um 1690 ausgerottet war. Andere endemische Arten sind der Maskarenen-Brillenvogel, der Mauritiusfalke, der Mauritiussittich und die Rosentaube. Bereits ausgestorben sind unter anderem der Mauritius-Grausittich, die Mauritius-Gans, der Mauritius-Nachtreiher, der Mauritius-Papagei, die Mauritius-Ralle und die Mauritiusente. Eingeführt wurden unter anderem die Hirtenmaina, der Rotohrbülbül und die Sperbertaube.
Wie auf vielen Inseln des westlichen Indischen Ozeans gab es auch auf Mauritius Riesenschildkröten (Gattung Cylindraspis); sie wurden aber gegen 1800 ausgerottet. Zu den sonstigen Reptilien gehören vor allem Geckos (unter anderem Günthers Taggecko und Ornament-Taggecko) und Skinke wie das Telfair-Skink. Die seltene Round-Island-Boa ist auf der kleinen Insel im Norden, deren Namen sie trägt, endemisch.
Ende August 2020 verendeten 18 Breitschnabeldelfine an Stränden von Mauritius, was wegen der Ölkatastrophe durch die Havarie der Wakashio kurz vorher ein größeres Medienecho hervorrief. Ein Zusammenhang mit der Katastrophe konnte noch nicht nachgewiesen werden.

### Flora
Von den 670 Arten von Blütenpflanzen ist etwa die Hälfte endemisch. Große Teile der Insel waren ursprünglich von tropischem Regenwald bedeckt. Das endemische Malvengewächs Trochetia boutoniana gilt als Nationalblume.

## Bevölkerung

### Demografie

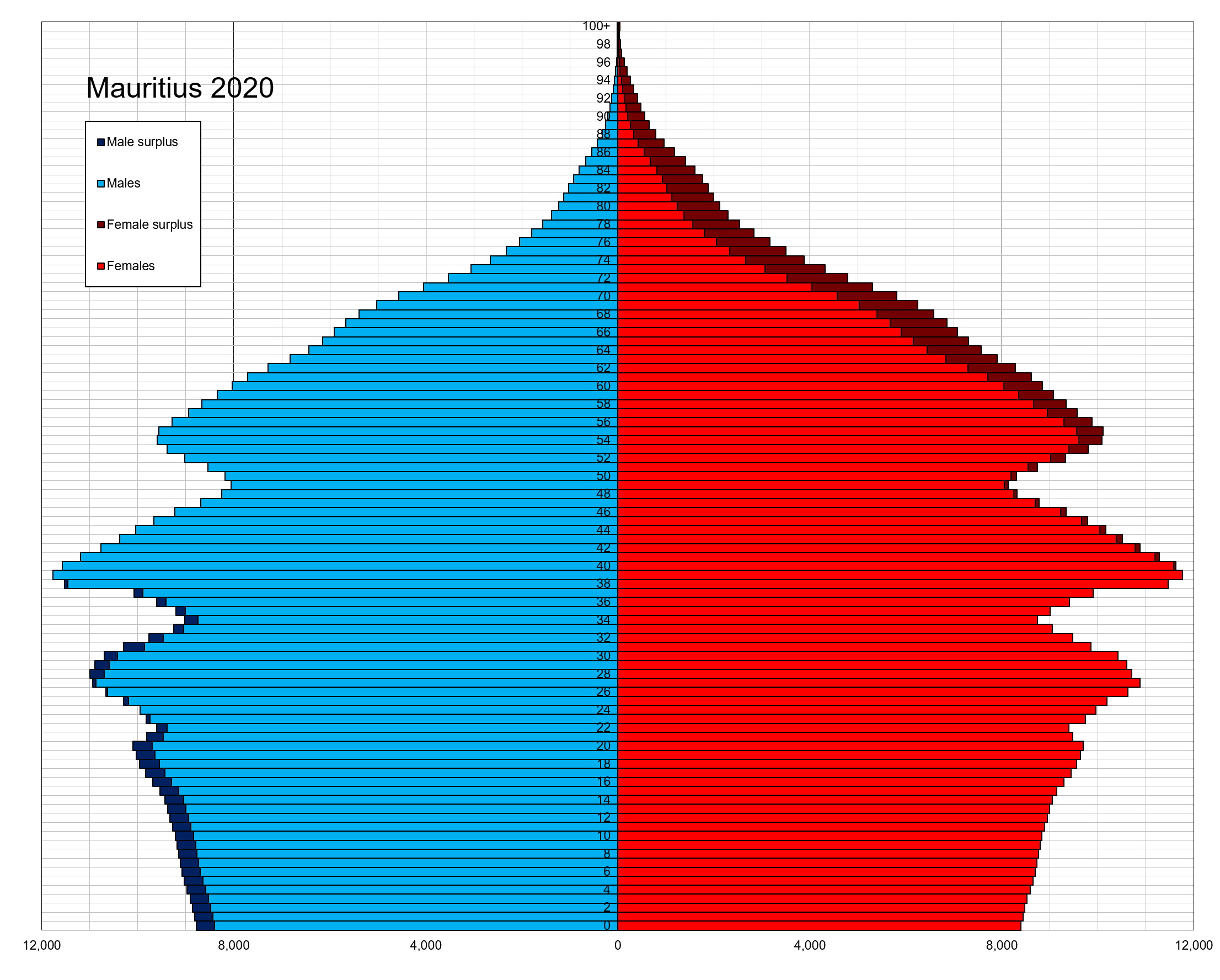
Bevölkerungspyramide Mauritius 2020

Mauritius hatte 2023 1,3 Millionen Einwohner. Die Einwohnerzahl sank um 0,1 %. Zum Bevölkerungsrückgang trug ein Sterbeüberschuss (Geburtenziffer: 9,6 pro 1000 Einwohner vs. Sterbeziffer: 10,2 pro 1000 Einwohner) bei. Die Anzahl der Geburten pro Frau lag 2022 statistisch bei 1,3. Die Lebenserwartung der Einwohner von Mauritius ab der Geburt lag 2022 bei 73,5 Jahren. Der Median des Alters der Bevölkerung lag im Jahr 2021 bei 36,8 Jahren. Im Jahr 2023 waren 16,0 Prozent der Bevölkerung unter 15 Jahre, während der Anteil der über 64-Jährigen 13,3 Prozent der Bevölkerung betrug.
| Jahr          | 1767   | 1787   | 1807   | 1830   | 1851    | 1871    | 1881    | 1891    | 1911    | 1931    |
| Einwohnerzahl | 18.777 | 40.439 | 77.768 | 96.945 | 180.823 | 316.042 | 359.874 | 370.558 | 368.791 | 393.238 |

| Jahr          | 1950    | 1960    | 1970    | 1980    | 1990      | 2000      | 2010      | 2016      | 2019      |
| Einwohnerzahl | 493.000 | 660.000 | 826.000 | 966.000 | 1.056.000 | 1.185.000 | 1.248.000 | 1.262.000 | 1.270.000 |

### Bevölkerungsstruktur
Etwa zwei Drittel (68 %) der Einwohner sind Indomauritier, stammen also vom indischen Subkontinent. Ein großer Teil der übrigen Bevölkerung sind sogenannte Kreolen (27 %, Nachfahren von Sklaven aus Afrika und Madagaskar, mit anderen Gruppen, vor allem Europäern, vermischt). Gut 3 % der Mauritier sind als Sinomauritier chinesischer Abstammung. Die weiße Minderheit ist etwas kleiner, etwa 2 % der Bevölkerung sind Frankomauritier. Ureinwohner gibt es nicht, da Mauritius vor der Kolonialisierung unbewohnt war und nur gelegentlich von arabischen Seefahrern besucht wurde. Im Jahre 2017 waren 2,3 % der Bevölkerung im Ausland geboren.

### Sprachen
Morisyen, eine Kreolsprache, die auf dem Französischen basiert, wird von fast der gesamten Bevölkerung im Alltag verwendet und von über 86,5 % als Muttersprache gesprochen (im Jahre 2000 waren es erst 70,1 %). Es gibt Bestrebungen, Morisyen einen offiziellen Status zu geben. Daneben wird auch ein Gemisch aus nordindischen Sprachen und Dialekten gesprochen, sowie dravidische Sprachen aus Südindien, vor allem Tamil. Die am zweitmeisten gesprochene Sprache ist Bhojpuri, das dem Hindi ähnelt und von 5,3 % der Bevölkerung gesprochen wird (2000 noch 12,1 %). Die Chinesen sprechen zum Teil noch verschiedene südchinesische Dialekte. Eine weitere Sprache ist Englisch (weniger als 1 %), während Französisch weiterhin die Muttersprache (4,1 %) der Oberschicht ist, obwohl die Franzosen das Land schon seit über 200 Jahren nicht mehr beherrschen. Die Stellung des Französischen wird auch durch das verwandte Morisyen gestärkt. Das Französische beherrscht die Massenmedien, im öffentlichen Raum sind Englisch und Französisch gleichermaßen anzutreffen. Die offizielle Parlamentssprache ist Englisch, es darf jedoch auch Französisch verwendet werden.
Auf Rodrigues spricht man Rodriguais, auf den Agalega-Inseln Agalega-Kreolisch.
Seit 2006 hält Mauritius auch einen Beobachterstatus in der Gemeinschaft der Portugiesischsprachigen Länder.

### Religionen
Die am weitesten verbreitete Religion ist der Hinduismus, dem 48,5 % der Bevölkerung angehören. Zum Christentum bekennen sich etwa 32,7 % der Bevölkerung, wobei 26,3 % katholisch (Bistum Port-Louis und Apostolisches Vikariat Rodrigues) und etwa 6,4 % andere Christen (Protestanten) sind. Fast alle der etwa 17,3 % Muslime sind Sunniten, auch wenn es eine kleine Zahl von politisch und wirtschaftlich einflussreichen Schiiten gibt. Die Bahá'í machen gut 1 % der Bevölkerung aus. Buddhisten stellen nur noch einen kleinen Teil der Bevölkerung, und 0,7 % gehören keiner Religion an. Die große Mehrheit der Hindus und Muslime stammt von indischen Arbeitern ab, die von den Briten nach Abschaffung der Sklaverei auf die Insel geholt und auf den Zuckerrohrplantagen eingesetzt wurden.

### Gesundheit
Die Gesundheitsausgaben des Landes betrugen im Jahr 2021 6,4 % des Bruttoinlandsprodukts. Im Jahr 2020 praktizierten in Mauritius 26,6 Ärztinnen und Ärzte je 10.000 Einwohner. Die Sterblichkeit bei unter 5-jährigen betrug 2022 15,0 pro 1000 Lebendgeburten. Die Lebenserwartung der Einwohner von Mauritius ab der Geburt lag 2022 bei 73,5 Jahren (Frauen: 77,1, Männer: 70,1). Die Lebenserwartung stieg von 71,7 Jahren im Jahr 2000 bis 2022 um 3 %.

## Geschichte
Die Insel war Arabern und Malaien wohl schon im 10. Jahrhundert bekannt.

### Portugiesische Zeit (1505–1598)
Entdeckt von Europäern wurde die Insel 1505 (andere Quellen nennen 1507 oder auch 1510) durch den Portugiesen Pedro Mascarenhas. An ihn erinnert noch heute der Name der Inselgruppe der Maskarenen (bestehend aus Mauritius, Rodrigues und Réunion). Die Portugiesen nutzten die Insel jedoch nur als Stützpunkt und nicht als Kolonie.

### Niederländische Zeit (1598–1710)
Der Admiral Wybrand van Warwijck nahm die Insel 1598 für Holland in Besitz und benannte sie nach dem Prinzen Moritz von Oranien (ndl. Maurits, lat. Mauritius). Von 1598 bis 1710 war Mauritius in niederländischem Besitz. Besiedelt wurde sie erst 1638 von den Niederländern. Frankreich nahm im selben Jahr die benachbarten Inseln Rodrigues und Réunion in Besitz. Zahlreiche Gouverneure wurden als Oberhäupter der Insel eingesetzt, doch viele Belastungen und Nöte, wie Zyklone, Dürren, Schädlingsplagen, Nahrungsmangel und Krankheiten forderten ihren Tribut, und 1710 wurde Mauritius von den Niederländern schließlich aufgegeben. In der Folgezeit setzten sich Seeräuber auf Mauritius fest. Sie operierten immer dreister im Indischen Ozean und fügten der Handelsschifffahrt erheblichen Schaden zu. Die Handelsmacht Frankreich griff ein und kämpfte gegen das gut organisierte Piratentum. Die Insel war fast vollständig abgeholzt und die Tierbestände (wie die der Dodos) ausgerottet oder stark dezimiert.

### Französische Zeit (1715–1810)

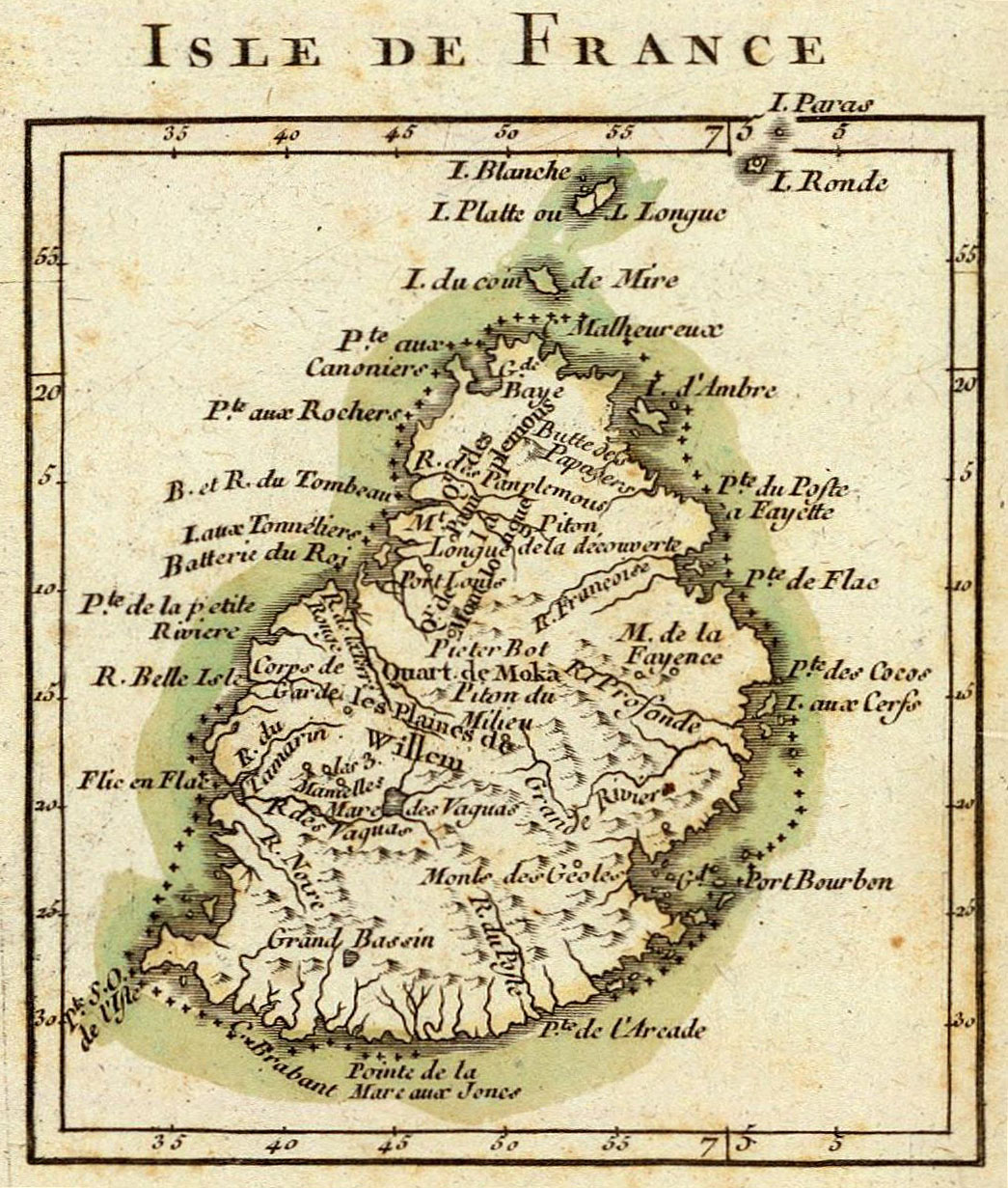
Rigobert Bonne: Isle de France (1791)

Im Jahr 1715 wurde die Insel von den Franzosen erobert, die die Insel in „Île de France“ umbenannten. Mahé de Labourdonnais war von 1734 bis 1746 Gouverneur von Mauritius und gründete 1735 Port Louis und errichtete dort den Gouverneurssitz. Eigentümerin des Eilands war bis zu ihrem Bankrott im Jahr 1767 die Französische Ostindienkompanie. Sie ließ Zuckerrohrplantagen von Sklaven aus Ostafrika und Madagaskar anlegen und bewirtschaften. Ab 1767 war die Insel französische Kronkolonie.

### Britische Zeit (1810–1968)
1810 besetzten die Briten unter Kommodore Josias Rowley nach einem erfolgreichen Feldzug – dem sogenannten Mauritiusfeldzug – gegen Frankreich die Insel und benannten sie wieder in Mauritius um. Auch Rodrigues fiel dauerhaft in britische Hände, während das ebenfalls eroberte Réunion nach dem Krieg an Frankreich zurückgegeben wurde. Ab 1814 war Mauritius britische Kronkolonie und gehörte zum Britischen Weltreich. Die britischen Besatzer nahmen nur wenig Einfluss auf Geschehen und Verhältnisse auf der Insel. Viele Einflüsse der Franzosen blieben daher erhalten, wie zum Beispiel der Code civil Napoleons und die französische Sprache.
Unter den Briten setzte im 19. Jahrhundert jedoch eine Masseneinwanderung aus Indien ein, nachdem die britische Kolonialmacht ab 1835 die Sklaverei verboten hatte und die Mehrzahl der freigelassenen Sklaven nicht mehr bereit waren, für die Kolonialherren auf den Feldern zu arbeiten. Ab 1871, als die auf den Plantagen tätigen Inder einen Bevölkerungsanteil von 60 Prozent erreicht hatten, wurde für Kontraktarbeiter ein Einwanderungsstopp verhängt.
Wegen der Monokulturen war die Wirtschaft auf der Insel von der Entwicklung des Zuckerrohr-Weltmarktpreises besonders abhängig. Die Krise der Zuckerrohrindustrie auf Mauritius Ende des 19. Jahrhunderts führte zur Abwanderung eines Teils seiner Bevölkerung.
Trotz einer mehr als 150 Jahre dauernden britischen Herrschaft ist die Bevölkerung aufgrund der Abstammung der herrschenden Oberschicht bis heute französisch geprägt geblieben.
In der britischen Inselkolonie Mauritius war die Vertretung auf die Elite beschränkt gewesen, bis die Verfassung von 1947 das Wahlrecht auf alle Frauen und Männer über 21, die lesen und schreiben konnten, ausweitete. Damit war das Frauenwahlrecht eingeführt.
Eine neue Verfassung brachte 1959 die Einführung des allgemeinen Wahlrechts für Erwachsene.
Das britische Colonial Office internierte im Dezember 1940 mehr als 1500 jüdische Flüchtlinge, die nach Palästina einreisen wollten, in einem Gefängnis im Beau Bassin, wo sie bis 1945 blieben.

### Unabhängigkeit seit 12. März 1968

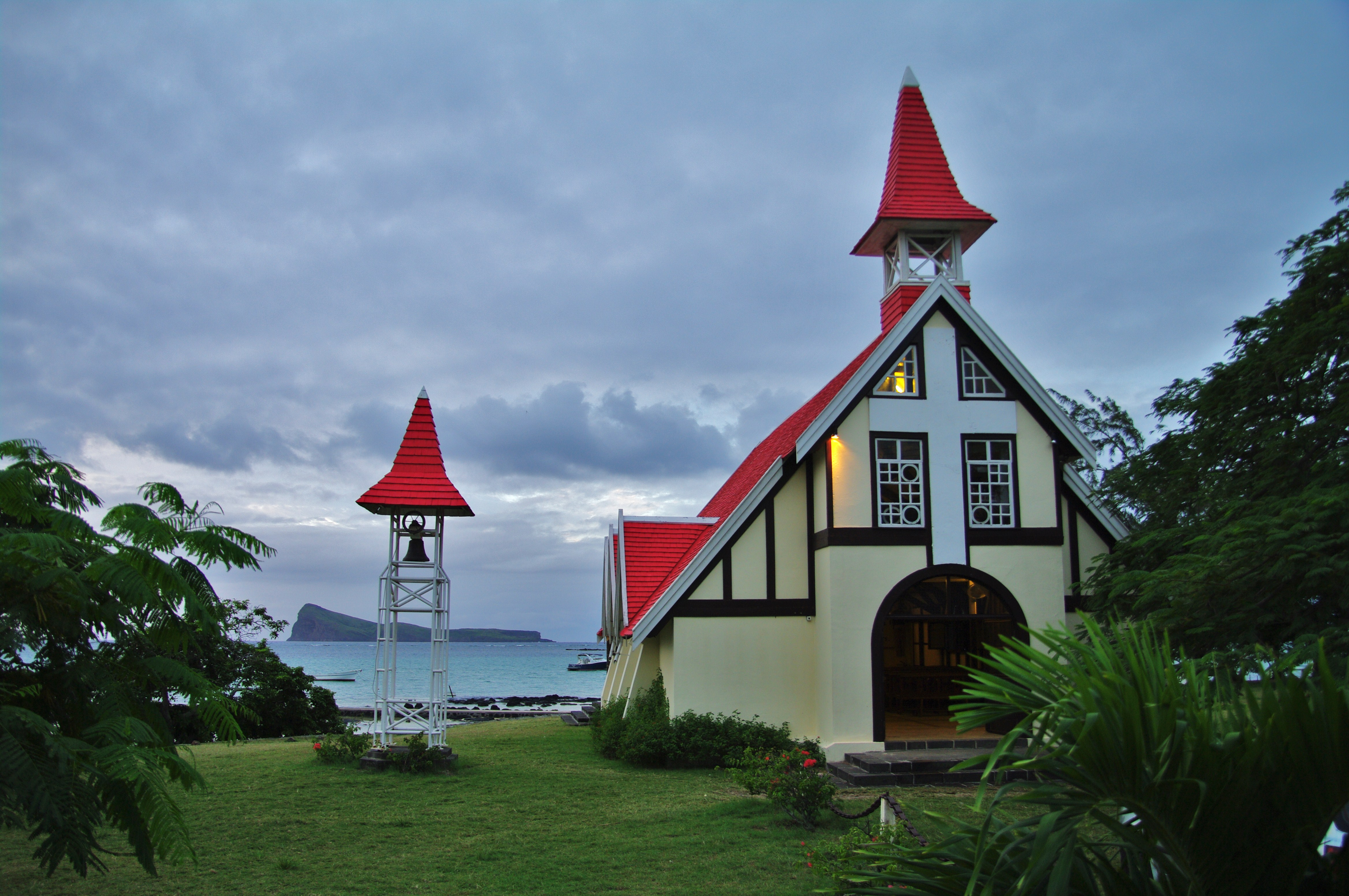
Kapelle Notre Dame Auxiliatrice am Cap Malheureux

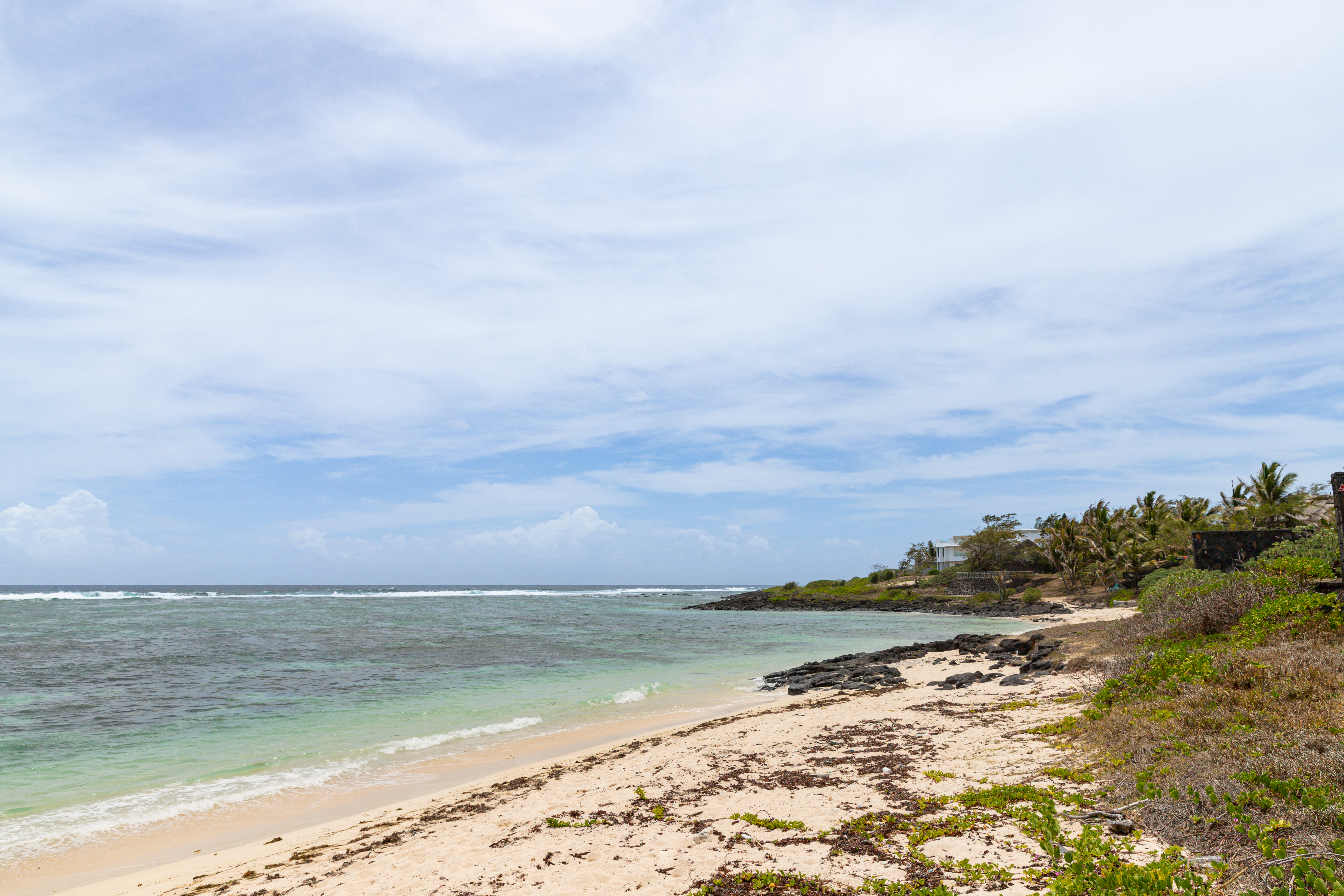
Mauritius’ Ostküste

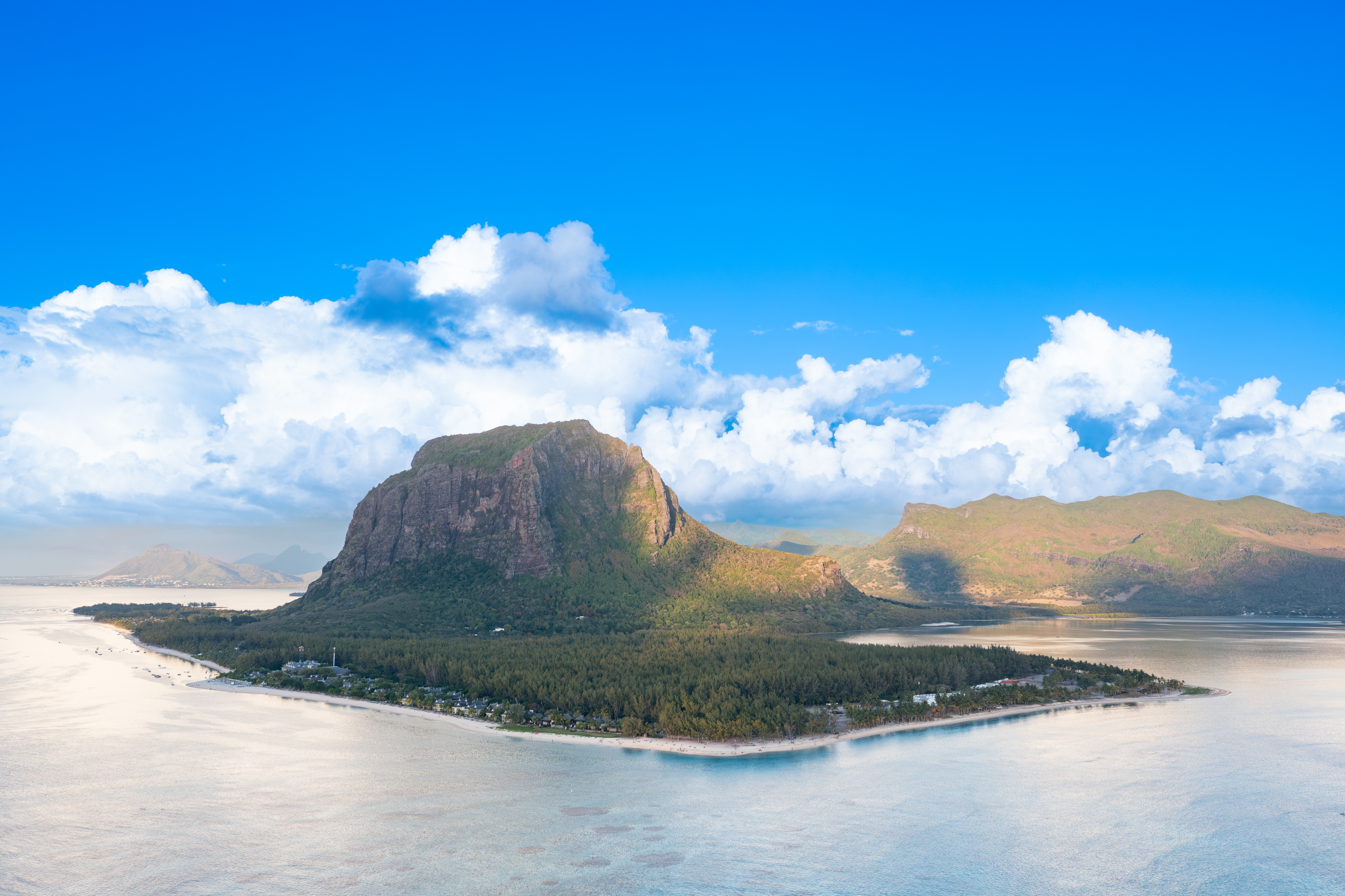
Blick vom Meer auf die Insel

Ab 1958 bereitete Großbritannien Mauritius zusammen mit Rodrigues auf seine Selbstständigkeit vor. Das allgemeine Wahlrecht und politische Autonomie wurden eingeräumt. Nach 150 Jahren britischer Herrschaft wurde Mauritius am 12. März 1968 unabhängig und trat dem Commonwealth bei. Das Frauenwahlrecht wurde bestätigt.
Erster Premierminister wurde der Führer der Arbeiterpartei, Sir Seewoosagur Ramgoolam, der Mauritius in den ersten 14 Jahren seiner Unabhängigkeit regierte.
Am 12. März 1992 wurde Mauritius nach Einführung einer neuen Verfassung eine Republik.
Von 1995 bis 2000 und von 2005 bis 2014 war Seewoosagur Ramgoolams Sohn Navin Ramgoolam Premierminister.

## Politik

### Politisches System

#### Repräsentative Demokratie
Seit der Unabhängigkeit ist Mauritius eine der wenigen stabilen repräsentativen Demokratien in Afrika mit freien Wahlen und Garantien für Menschenrechte innerhalb des Staates.

#### Nationalversammlung
Die Nationalversammlung von Mauritius besteht aus mindestens 62 und maximal 70 Mitgliedern. Diese werden alle fünf Jahre in den 21 Wahlbezirken (engl. constituencies) gewählt. Jeder Bezirk stellt drei Abgeordnete, mit Ausnahme von Rodrigues, das zwei stellt. Die restlichen acht sind die „besten Verlierer“ aller Bezirke, die bestimmten im „normalen“ Wahlergebnis unterrepräsentierten Ethnien angehören müssen. Die Sinnhaftigkeit des Best Loser Systems, das auf einer Volkszählung der 1970er Jahre fußt, ist umstritten und könnte im Zuge einer diskutierten Wahlreform gestrichen werden.

#### Präsident
Das Staatsoberhaupt ist der Präsident, der nach den Wahlen vom Parlament gewählt wird. Er wählt aus den Abgeordneten des Parlaments den Premierminister, der die Regierung leitet und Kandidaten für die einzelnen Ministerämter vorschlägt, die dann wiederum vom Präsidenten eingesetzt werden.
Präsident ist seit 2019 Prithvirajsing Roopun. Seine Vorgängerin Ameenah Gurib-Fakim hatte das Amt seit 2015 inne und trat nach einem Korruptionsskandal im März 2018 zurück. Darauf folgten ihr Barlen Vyapoory bis 2019 und Eddy Balancy bis zur Übernahme des Amtes durch Roopun als Übergangspräsidenten.
Premierminister ist seit November 2024 Navin Ramgoolam.

#### Parteien/Regierung
Die Mauritian Labour Party (MLP) regierte in der Zeit von 1947 bis 1982 durchgehend entweder alleine oder in einer Koalition. Die Allianz von Mauritian Militant Movement und Mauritian Socialist Party (MMM/PSM) gewann die Wahlen von 1982 und bekam alle 60 Sitze zugesprochen. 1983 liefen Politiker vom MMM zur PSM über, vereinten sich zum Militant Socialist Movement (MSM) und bildeten eine Mehrheit in der Koalition mit der MLP.
Im Juli 1990 schloss sich der MSM mit dem MMM zusammen. Die Koalition gewannen bei den Wahlen im September 1991 59 der 62 direkt gewählten Sitze im Parlament. Im Dezember 1995 gewann abermals die MLP, dieses Mal aber in Koalition mit dem MMM. Nachdem der Premierminister Ramgoolam von der MLP 1997 den Koalitionspartner MMM von den Regierungsgeschäften ausgeschlossen hatte, regierte die MLP mit Hilfe von kleinen Parteien alleine weiter.
2000 gewann die Koalition aus MMM und MSM die Nationalwahlen. Trotz Auseinandersetzungen der beiden Parteien traten sie im Juli 2005 wieder gemeinsam bei den Wahlen gegen die von der MLP geführte Soziale Allianz an. Die Soziale Allianz konnte aber – mit 42 gewonnenen Sitzen – einen überragenden Sieg einfahren.

### Politische Indizes
| Name des Index                     | Indexwert    | Weltweiter Rang | Interpretationshilfe | Jahr |
| ---------------------------------- | ------------ | --------------- | --- | ---- |
| Fragile States Index               | 37,8 von 120 | 151 von 179     | Stabilität des Landes: sehr stabil 0 = sehr nachhaltig / 120 = sehr alarmierend Rang: 1 = fragilstes Land / 179 = stabilstes Land | 2024 |
| Demokratieindex                    | 8,23 von 10  | 20 von 167      | Vollständige Demokratie 0 = autoritäres Regime / 10 = vollständige Demokratie                                                     | 2024 |
| Freedom in the World Index         | 85 von 100   | —               | Freiheitsstatus: frei 0 = unfrei / 100 = frei                                                                                     | 2024 |
| Rangliste der Pressefreiheit       | 65,6 von 100 | 57 von 180      | Erkennbare Probleme für die Pressefreiheit 100 = gute Lage / 0 = sehr ernste Lage                                                 | 2024 |
| Korruptionswahrnehmungsindex (CPI) | 51 von 100   | 56 von 181      | 0 = sehr korrupt / 100 = sehr sauber                                                                                              | 2024 |

### Militär
Mauritius gehört seit dem Erlangen der Unabhängigkeit im Jahre 1968 zu den etwa 25 Staaten ohne Militär. Mauritius unterhält aber eine paramilitärische Spezialeinheit (Special Mobile Force) der Mauritius Police Force, die aus zwei Kompanien der zur Kolonialzeit hier stationierten King’s African Rifles hervorging. Bereits seit 1988 existiert auch eine Küstenwache, die National Coast Guard (NCG). Sie verfügt über sechs größere Patrouillenboote.
Die 1500 Mitglieder der Special Mobile Force (SMF) und 500 Mitglieder der National Coast Guard sind die einzigen paramilitärischen Einheiten auf Mauritius. Beide Einheiten setzen sich aus längerdienenenden Polizisten zusammen.

### Menschenrechte
Die Menschenrechtslage ist im Rahmen der stabilen mauritischen Demokratie gut, allerdings stellt die nationale Menschenrechtskommission gelegentliche Verletzungen der Menschenrechte durch die Polizei fest. Die Strafjustiz arbeitet langsam. Presse- und Meinungsfreiheit sind gewährleistet.
Laut US-amerikanischem Außenministerium achtet die Regierung von Mauritius im Allgemeinen die Menschenrechte ihrer Bürger. Einige Punkte in Sachen Menschenrechte wurden jedoch bemängelt: Folter und Misshandlung von Verdächtigen und Gefangenen durch Sicherheitskräfte, überbelegte Gefängnisse, Belästigung und Einschüchterung von Journalisten, Gewalt und Diskriminierung gegen Frauen, Missbrauch und sexuelle Ausbeutung von Kindern, Diskriminierung von Menschen mit HIV/AIDS und von sexuellen Minderheiten, Beschränkungen von Arbeitnehmerrechten, gewerkschaftsfeindliche Diskriminierung, Zwangsarbeit (einschließlich von Kindern) sowie Kinderarbeit generell. Nach Schätzungen der Internationalen Arbeitsorganisation (ILO) arbeiteten im Jahr 2002 etwa 1,4 % der Kinder zwischen 10 und 14 Jahren.
Homosexuelle Handlungen wurden Anfang Oktober 2023 entkriminalisiert. Das Oberste Gericht erklärte den „Sittlichkeits-Artikel“ 250, der für gleichgeschlechtliche sexuelle Kontakte bis zu fünf Jahre Gefängnis vorsah, für verfassungswidrig. Allerdings fand das Gesetz bei einvernehmlichen Handlungen zwischen Erwachsenen auch vorher nur selten Anwendung. Der Spartacus International Gay Guide empfiehlt grundsätzlich ein „unauffälliges Verhalten“.

## Verwaltungsgliederung

### Überblick
Die Insel Mauritius ist traditionell in neun Bezirke gegliedert:

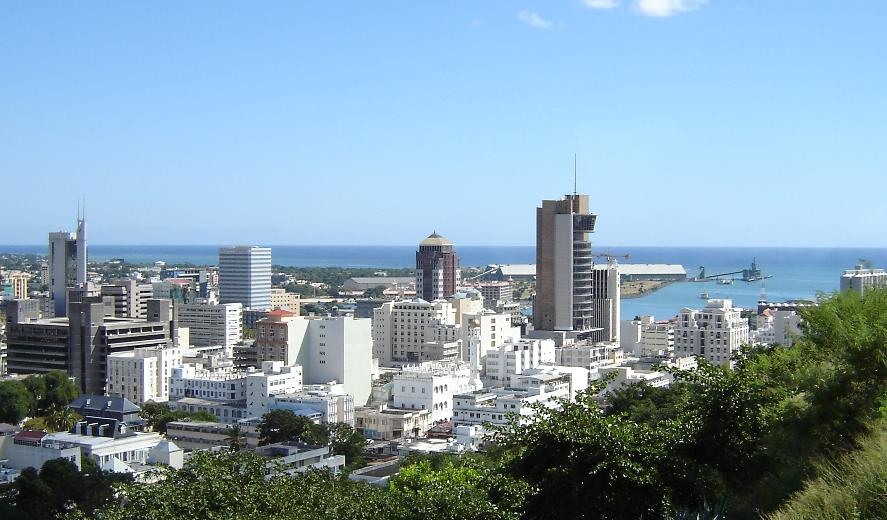
Skyline von Port Louis (2006)

Für jeden Bezirk ist ein erstinstanzliches Bezirksgericht (District Court) eingerichtet. Daneben dienen die Bezirke vor allem statistischen Zwecken.
| Distrikt           | Distrikthauptstadt    | Fläche in km² | Einwohner | Bevölkerungsdichte in Ew./km² |
| ------------------ | --------------------- | ------------- | --------- | ----------------------------- |
| Black River        | Bambous               | 259,0         | 80.939    | 310                           |
| Flacq              | Centre de Flacq       | 297,9         | 138.460   | 460                           |
| Grand Port         | Mahébourg             | 260,3         | 112.997   | 430                           |
| Moka               | Quartier Militaire    | 230,5         | 83.251    | 360                           |
| Pamplemousses      | Triolet               | 178,7         | 139.966   | 780                           |
| Plaines Wilhems    | Beau Bassin-Rose Hill | 203,3         | 368.621   | 1800                          |
| Port Louis         | Port Louis            | 42,7          | 119.706   | 2800                          |
| Rivière du Rempart | Mapou                 | 147,6         | 108.005   | 730                           |
| Savanne            | Souillac              | 244,8         | 63.585    | 280                           |

### Lokale Verwaltung
Die lokale Verwaltung ist grundlegend durch das Kommunalverwaltungsgesetz vom 15. Dezember 2011 (Local Government Act) geregelt. Dieses sieht die Gliederung der Insel Mauritius in
- 1 Großstadt (City) (Port Louis),
- 4 Landstädte (Towns) (Beau Bassin-Rose Hill, Curepipe, Quatre Bornes und Vacoas-Phoenix) und
- 9 Bezirke (Districts) mit insgesamt 130 Dörfern (Villages) vor.

Die Selbstverwaltungsbezirke tragen zwar die Namen der traditionellen Bezirke (außer Port Louis und Plaines Wilhems), sind aber mit diesen nicht völlig deckungsgleich. So ist beispielsweise das Dorf Midlands aus dem District Plaines Wilhems dem Selbstverwaltungsbezirk Grand Port zugewiesen.
Im Einzelnen sind den Bezirken für die örtliche Selbstverwaltung die folgenden Dörfer zugeordnet:
- Black River: Albion, Bambous, Cascavelle, Case Noyale, Chamarel, Flic en Flac, Grande Rivière Noire, Gros Cailloux, La Gaulette, Le Morne, Petite Rivière, Richelieu, Tamarin
- Flacq: Bel Air (Rivière Sèche), Bon Accueil, Bramsthan, Brisée Verdiére, Camp de Masque, Camp de Masque Pavé, Camp Ithier, Centre de Flacq, Clemencia, Ecroignard, Grand River South East, Grande Retraite, Lalmatie, Laventure, Mare La Chaux, Médine (Camp de Masque), Olivia, Poste de Flacq, Quatre Cocos, Queen Victoria, Saint Julien, Sebastopol, Trou d’Eau Douce
- Grand Port: Bambous Virieux, Bananes, Beau Vallon, Bois des Amourettes, Camp Carol, Cluny, Grand Bel Air, Grand Sable, Mahebourg, Mare d’Albert, Mare Tabac, Midlands, New Grove, Nouvelle France, Old Grand Port, Petit Bel Air, Plaine Magnien, Quatre Soeurs, Rivière des Créoles, Rose Belle, Saint Hubert, Seizième Mille, Trois Boutiques (Union Vale), Union Park
- Moka: Camp Thorel, Dagotière, Dubreuil, Espérance, L’Avenir, La Laura-Malenga, Melrose, Moka, Montagne Blanche, Nouvelle Découverte, Providence, Quartier Militaire, Ripailles, Saint Julien d'Hotman, Saint Pierre, Verdun
- Pamplemousses: Arsenal, Baie du Tombeau, Calebasses, Congomah, Crève Coeur, D’Epinay, Fond du Sac, Le Hochet, Long Mountain, Morcellement Saint André, Notre Dame, Pamplemousses, Plaine des Papayes, Pointe aux Piments, Terre Rouge, Triolet, Trou aux Biches, Ville Bague
- Rivière du Rempart: Amaury, Amitié-Gokhoola, Belle Vue Maurel, Cap Malheureux, Cottage, Espérance Trébuchet, Goodlands, Grand Baie, Grand Gaube, Mapou, Petit Raffray, Piton, Plaine des Roches, Poudre d’Or, Poudre d'Or Hamlet, Rivière du Rempart, Roche Terre, Roches Noires, The Vale
- Savanne: Baie du Cap, Bel Ombre, Bénarès, Bois Chéri, Britannia, Camp Diable, Chamouny, Chemin Grenier, Grand Bois, L’Escalier, La Flora, Rivière des Anguilles, Rivière du Poste, Saint Aubin, Souillac, Surinam, Tyack

Daneben gibt es die sogenannten Outer Islands of Mauritius, von denen zwei ein gewisses Maß an Selbstverwaltung besitzen:
- Rodrigues: Seit dem Jahr 2002 genießt Rodrigues eine Autonomie mit einer eigenen Regionalversammlung innerhalb des Staates Mauritius.[53]
- Agaléga-Inseln: Aufgrund des Agalega Island Council Act 2004 wurde zur Verwaltung der Inseln ein Inselrat (Island Council) eingerichtet, dessen Mitglieder nicht gewählt, sondern von der Regierung ernannt werden. Vorher war der Archipel von der Outer Islands Corporation verwaltet worden, einem Konsortium von Regierung und Wirtschaft, das durch einen Manager auf den Inseln vertreten war, der auch richterliche Gewalt hatte.[54]
- Cargados Carajos (Saint Brandon): Die 22 Inseln sind weitgehend unbewohnt, nur auf der Île Raphael gibt es einige Einwohner.

## Wirtschaft und Verkehr

### Entwicklung, Hauptprodukte, Tourismus und Weiteres
Die stabile politische Lage auf der Insel nach der Unabhängigkeit zog in hohem Maße ausländische Investoren an, was Mauritius eines der höchsten Pro-Kopf-Einkommen Afrikas einbrachte. Im Global Competitiveness Index, der die Wettbewerbsfähigkeit eines Landes misst, belegt Mauritius Platz 45 von 137 Ländern (Stand 2017–2018). Im Index für wirtschaftliche Freiheit belegte das Land 2020 Platz 21 von 180 Ländern. Das Land ist damit eines der wirtschaftlich liberalsten in Afrika.
Der Rohrzucker, der auf etwa vier Fünfteln der kultivierten Fläche angebaut wird, war in der Vergangenheit der zentrale Wirtschaftszweig und ist weiterhin wichtig, auch wenn die Wirtschaft mittlerweile stark diversifiziert ist. Der tertiäre Sektor ist am wichtigsten, gefolgt von dem Baugewerbe und der Industrie. Hier ist neben Lebensmitteln (vor allem Zuckerverarbeitung) die Textilindustrie ein wichtiger Wirtschaftszweig und war 2021 der größte Exportsektor (47,3 % des Handelsvolumens) mit 535 Firmen und etwa 35.000 Beschäftigten. Davon kamen knapp die Hälfte aus dem Ausland. Die Arbeitsrechtsorganisation Transparentem veröffentlichte Ende 2023 einen Bericht, der Zwangsarbeit der Arbeitsmigranten in Textilfabriken anklagte. Drei Unternehmen, die aus einer dieser Fabriken Waren bezogen hatten, zahlten daraufhin Entschädigungen.
Ein weiterer wichtiger Faktor ist der Tourismus. In den 2010er-Jahren kamen jährlich ca. 1 Million Touristen auf die Insel. Durch die COVID-19-Pandemie brach dieser Sektor extrem ein und fiel von etwa 15–20 % des BIP auf unter 5 %.
Mauritius gehört seit dem Erlangen der Unabhängigkeit im Jahre 1968 zu den etwa 25 Staaten ohne Militär. Der ehemalige Militärflugplatz im Südosten der Insel wurde daher zu einem zivilen internationalen Flughafen umgebaut und nach dem Generalgouverneur Sir Seewoosagur Ramgoolam International Airport benannt. Der Flughafen ist gleichzeitig Heimatflughafen der staatlichen Air Mauritius.
Mauritius ist Mitglied der Afrikanischen Union sowie von COMESA und SADC. Mit Frankreich und den benachbarten Inselstaaten kooperiert Mauritius seit 1984 in der Kommission des Indischen Ozeans.
Die Arbeitslosenquote wird 2017 mit 6,9 % angegeben. Die Jugendarbeitslosigkeit wird auf 23,3 % geschätzt.
Am 28. Januar 2016 legte die EU-Kommission ein Maßnahmenpaket zur Bekämpfung von Steuerflucht vor, bei dem unter anderem Mauritius auf der schwarzen Liste der Steueroasen auftaucht.
Im Land gibt es eine Wertpapierbörse unter dem Namen Stock Exchange of Mauritius.
| Jahr                                    | 2010   | 2015   | 2016   | 2017   | 2018   | 2019   | 2020    | 2021   | 2022   | 2023   |
| --------------------------------------- | ------ | ------ | ------ | ------ | ------ | ------ | ------- | ------ | ------ | ------ |
| BIP in Mrd. USD (Kaufkraftparität)      | 19,8   | 25,8   | 27,0   | 28,6   | 29,2   | 30,4   | 27,0    | 28,8   | 33,6   | 37,2   |
| BIP pro Kopf in USD (Kaufkraftparität)  | 15.833 | 20.402 | 21.381 | 22.601 | 23.067 | 24.037 | 21.326  | 22.782 | 26.630 | 29.511 |
| BIP-Wachstum (real)                     | 4,4 %  | 3,7 %  | 3,9 %  | 3,9 %  | 4,0 %  | 2,9 %  | −14,5 % | 3,4 %  | 8,9 %  | 7,0 %  |
| Inflation (in Prozent)                  | 2,9 %  | 1,3 %  | 1,0 %  | 3,7 %  | 3,2 %  | 0,5 %  | 2,5 %   | 4,0 %  | 10,8 % | 7,0 %  |
| Staatsverschuldung (in Prozent des BIP) | 54 %   | 63 %   | 63 %   | 61 %   | 63 %   | 81 %   | 92 %    | 86 %   | 81 %   | 79 %   |

### Strukturwandel
Vor der Unabhängigkeit war die Wirtschaft fast vollständig vom Zuckerrohranbau abhängig. Inzwischen besteht auch eine Industrie-, Bank- und Tourismusbranche, was zu dem relativ hohen Lebensstandard führte. Insbesondere die Edelsteinschleiferei hat sich zu einem wichtigen Industriezweig entwickelt. Die im Juli 2005 abgewählte Regierung wollte Mauritius zu einer „Cyber Island“ und Ziel von Outsourcing machen.

### Produktpiraterie
Den Touristen wird wie in vielen Urlaubsländern vielerorts imitierte Markenkleidung angeboten. Oft beschränken sich die Geschäfte auf einfache T-Shirts und Polo-Shirts und das Bedrucken oder Besticken dieser mit bekannten Markennamen. In allen Ballungsräumen gibt es auch offiziell wirkende Geschäfte, die gefälschte Markenartikel in großen Mengen und allen verfügbaren Größen und Farben vertreiben. Dies ist auf Mauritius erlaubt, solange die Rechteinhaber ihre Warenzeichen und Designs nicht lokal sowohl beim Intellectual Property Office als auch beim Zoll angemeldet haben. Aufgrund der geringen Größe der Insel sind die wenigsten Firmen bereit, diesen bürokratischen Aufwand auf sich zu nehmen, sodass dem Verkauf von gefälschter Markenkleidung kaum Einhalt geboten wird.

### Sozialsystem
Im Gegensatz zu anderen afrikanischen Ländern ist das Sozialversicherungssystem gut ausgebaut. Die Verwaltung erfolgt durch das Ministry of Social Security, National Solidarity, and Senior Citizens Welfare and Reform Institutions.

### Staatshaushalt
Der Staatshaushalt umfasste 2016 Ausgaben von umgerechnet 2,9 Mrd. US-Dollar, dem standen Einnahmen von umgerechnet 2,4 Mrd. US-Dollar gegenüber. Daraus ergibt sich ein Haushaltsdefizit in Höhe von 3,9 % des BIP.
Die Staatsverschuldung betrug 2016 62,7 % des BIP.
2006 betrug der Anteil der Staatsausgaben (in % des BIP) folgender Bereiche:
- Gesundheit:[65] 3,9 %
- Bildung:[23] 3,9 %
- Militär:[23] 0,3 % (Mauritius hat kein reguläres Militär, sondern nur paramilitärische Einheiten)

### Verkehr
Als Überbleibsel der englischen Kolonialzeit gilt auf Mauritius der Linksverkehr. Der größte Teil des Verkehrs auf Mauritius wird über das 1600 Kilometer lange Straßennetz abgewickelt, von dem der größte Teil asphaltiert ist. Viele Straßen sind jedoch eng und manche auch baufällig. Von Nord nach Süd verläuft als Hauptverbindung die M2, eine Art Autobahn, von dem kleinen Badeort Grand Baie über die Hauptstadt Port Louis zum internationalen Flughafen in Grand Port.
Seit dem 10. Januar 2020 besteht mit dem Metro Express ein leistungsfähiger Schienenpersonenverkehr in der Hauptstadtregion. Diese fast 26 km lange Stadtbahn verbindet Port Louis mit Curepipe. Der Verkehr zwischen Rose Hill und Quatre Bornes Central wurde am 20. Juni 2021 aufgenommen, die Inbetriebnahme der Strecke nach Curepipe Central erfolgte am 10. Oktober 2022.
Auf der Insel besteht ein enges Netz von Buslinien, die regelmäßig verkehren, aber durch die vielen Bus-Stopps ist das Vorankommen sehr langsam. Einige wenige Fernbusse bieten schnellere Verbindungen. Der Sicherheitsstandard in Mauritius schreibt vor, dass im Bus nur so viele Menschen transportiert werden dürfen, wie es Sitzplätze gibt. Zu Stoßzeiten warten häufig Großraumtaxis an den Haltestellen, um Gäste gesammelt schneller und bequemer zu transportieren.
Taxis sind recht preiswert und werden gerne von Touristen gebucht, um Tagesausflüge zu machen, da die Taxifahrer die Sehenswürdigkeiten gut kennen.
Zur Insel Rodrigues gibt es tägliche Flugverbindungen.

## Kultur
Die koloniale Vergangenheit spiegelt sich auch in der Kultur wider. In allen Bereichen herrscht eine Mischung der Einflüsse der beiden Kolonialmächte sowie Afrikas und Asiens.

### Küche
Die kulinarische Karte von Mauritius enthält Elemente aus der französischen Küche, der indischen und chinesischen Küche sowie aus der kreolischen Küche.

### Musik

#### Europäische Musik
Europäische Musik gelangte zuerst mit den niederländischen Kolonisten im 17. Jahrhundert auf die Insel. In den Reiseberichten von Seefahrern und in den Briefen der Niederländischen Ostindien-Kompanie (VOC) sind spärliche Mitteilungen über Lieder und Tänze der Sklaven aus dieser Zeit enthalten. Die Siedlungen der Niederländer waren zwar klein, dennoch scheint es gewisse öffentliche Musikdarbietungen gegeben zu haben, die auch Besucher von außerhalb einschließlich Piraten anzog.
Während der französischen Zeit entfaltete sich neben der Militärmusik eine europäische klassische Musikkultur.
In Port Louis steht das älteste Opernhaus der Südhalbkugel, erbaut um 1820. Damit hat Mauritius bereits eine lange Operntradition, die in der zweiten Hälfte des 19. Jahrhunderts aber verloren gegangen ist. Das Gebäude ist zurzeit nicht bespielbar. Seit 2009 gibt es jedoch Bemühungen, die Opernszene auf Mauritius wiederzubeleben. Der Unternehmer Paul Olsen, die Sängerin Katrin Caine und der Dirigent Martin Wettges setzen sich dafür ein. Der Berliner Förderverein Freunde der Opera Mauritius e. V. unterstützt die Musikerziehung und die Umsetzung von Opernproduktionen auf Mauritius sowie die Restaurierung des Operngebäudes. Der mauritische Verein Friends of OperArts fördert den Nachwuchs und organisiert Konzerte. Es gibt inzwischen mehrere Chöre, darunter den Erwachsenenchor Cantiamo! und die Kinderchöre Rainbow Voices geleitet von Katrin Caine, das L'Ensemble 415 und den Musikkindergarten Vent D'un Rêve.
Bisher hat es seit 2009 folgende Opernproduktionen gegeben: Carmen (2010), Hansel and Gretel (2011), La Traviata (2012), Dido and Aeneas (2013), Orphée aux Enfers (2014) und zuletzt wurde im Oktober 2018 Franz Lehárs Operette La Veuve joyeuse aufgeführt.
Auf Mauritius gibt es seit 1987 das Conservatoire François Mitterrand. 2017 gründete sich darüber hinaus das Indian Ocean Symphonic Orkestra (IOSO), ein Zusammenschluss von Musikern von La Réunion, Mauritius und Madagaskar. Hierüber äußert sich ein musikalischer Austausch, der bereits auch auf anderen (musikalischen) Ebenen zwischen den Inseln stattfindet.
Es existiert auch eine westliche Pop- und Rockmusikszene. Eine der bekanntesten mauritischen Popsängerinnen ist Linzy Bacbotte.

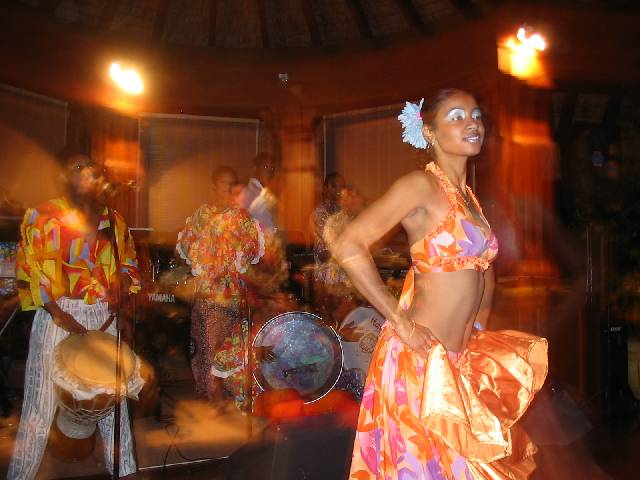
Sega-Tänzerin mit Trommelbegleitung

#### Mauritische Musik
Die geflohenen Sklaven (Maroons), die im Landesinnern in halbnomadischen Gruppen lebten, pflegten musikalische Formen, aus denen der Tanzmusikstil Sega entstand.
Dieser verbreitete sich bis Anfang des 18. Jahrhunderts von den Maroons bis zu den in den Plantagen arbeitenden Sklaven über die gesamte Insel und wurde nachts im Verborgenen beim Schein eines Feuers aufgeführt. Um 1730 war bei den nächtlichen Sega-Tänzen die bis heute übliche Instrumentalbegleitung mit der Rahmentrommel ravanne, der Floßrassel maravanne und einem Triangel (oder einem entsprechenden Schlaginstrument) zum Standard geworden. Auf den mauritischen Inseln haben sich verschiedene Variationen ausgebildet. Eine bekannte Sega-Gruppe mit dem Namen Cassiya gründete sich 1988. Sega wurde im Jahr 2014 in die UNESCO-Liste des Immateriellen Kulturerbes aufgenommen, 2017 folgte der schnellere Sega tambour der Insel Rodrigues.
Neben den afrikanischen Musiktraditionen gibt es Einflüsse der indischen und chinesischen Musik. Von der indischstämmigen Bevölkerung sind Volkslieder in der Bhojpuri-Sprache bekannt, die 2016 gemeinsam mit der Geet-Gawai-Zeremonie als Immaterielles Kulturerbe der Menschheit anerkannt wurden.
Eine populäre mauritisch-indische Band namens Bhojpuri Boys singt Lieder in dieser Sprache.
Gläubige Muslime praktizieren das aus Südasien stammende Genre na’at. Dies sind Preislieder auf den Propheten Mohammed, bei denen keine Musikinstrumente zugelassen sind. Die kleine Minderheit schiitischer Muslime begeht die jährlichen Trauerzeremonien zu Muharram, die in Mauritius Ghoon genannt werden. Die heute seltenen Prozessionen und sonstigen Aktivitäten werden nach indischer Tradition von Trommelgruppen mit den lokalen Varianten der Zylindertrommel dhol und der Kesseltrommel tasha begleitet.

### Briefmarken
Weithin ist Mauritius für seine erste Briefmarkenserie berühmt, die Rote und Blaue Mauritius – im Englischen als „Red Penny“ und „Blue Penny“ bekannt –, die im Blue Penny Museum in Port Louis ausgestellt werden. Sie wurden 1847 gedruckt, als Mauritius als fünftes Land der Erde begann, Briefmarken zu benutzen. Diese Briefmarken sind heute sehr selten und sehr wertvoll. Das Mauritius Postal Museum in Port Louis informiert über die Post- und Telekommunikationsgeschichte der Insel.

### Sport
Die Insel bietet ein reichhaltiges Sportangebot sowohl für Einheimische als auch für Touristen. Die geografischen Gegebenheiten begünstigen Bergwandern, Tauchen, Schnorcheln, Fischen, Jagen, Segeln, Surfen, Windsurfen und Kitesurfen. In Saint-Pierre befindet sich der Côte d’Or National Sports Complex mit einer Mehrzwecksporthalle, einem Wassersportzentrum, einem Fußball- und einem Leichtathletikstadion.
Mauritius war bereits zweimal Austragungsland der Leichtathletik-Afrikameisterschaften. In Port Louis finden zudem seit 2010 jährlich im November die Mauritius Speedminton Open statt. Im Radsport finden die Ergebnisse der Tour de Maurice internationale Beachtung.
Die Mauritische Fußballnationalmannschaft bestreitet seit 1947 Länderspiele.
Die reichen Korallenriffe von Mauritius ziehen viele Taucher und Schnorchler an. Mauritius ist bekannt für seine Riesenmuränen und eine große Vielfalt an Muscheln und Wasserschnecken.
Von Juni bis August versprechen die Windstatistiken für die Windsurf-Spots 85 % Gleitwind über 4 Beaufort, die mittlere Wasser- und Lufttemperatur liegt bei 25 °C. Der Spot bei Le Morne bietet durch das weit im Meer liegende Riff in der davon eingeschlossenen Ladicke ein sehr großes Flachwasser und Steh-Revier.
Der Champ de Mars in Port Louis ist die älteste Pferderennbahn auf der Südhalbkugel.
Special Olympics Mauritius wurde 1995 gegründet und nahm mehrmals an Special Olympics Weltspielen teil.

### Landeseigene Links
- Staatliches Internetportal der Republik Mauritius. (englisch, französisch)
- Mauritius Tourism Authority. staatliche Tourismusbehörde des Ministry of Tourism and External Communications, auf www.tourismauthority.mu (englisch)

### Landesprofil bei Ministerien deutschsprachiger Staaten
- Auswärtiges Amt (D): Mauritius. auf www.auswaertiges-amt.de.
- Bundesministerium für europäische und internationale Angelegenheiten (A): Länderspezifische Reiseinformation: Mauritius (Republik Mauritius). auf www.bmeia.gv.at.
- Eidgenössisches Departement für auswärtige Angelegenheiten (CH): Mauritius. auf www.eda.admin.ch.

### Internationale Links
- United Nations: United Nations Statistics Division. Mauritius. auf www.data.un.org (englisch).
- The World Bank: Countries. Mauritius. auf www.worldbank.org (englisch).
- US-Government: CIA World Fact Book. Mauritius. auf www.cia.gov (englisch).
- Electoral Institute for Sustainable Democracy in Africa: African Democracy Encyclopaedia Project: Mauritius. auf www.eisa.org (englisch).
- WHO: Mauritius. auf www.afro.who.int (englisch).
- UNHCR: Mauritius. auf www.unhcr.org (englisch).
- Minority Rights Group International: Mauritius. auf www.minorityrights.org (englisch).
- UNCTAD: Catalogue of Diversification Opportunities 2022. Mauritius. auf www.unctad.org (PDF, englisch).